# L'Ondine de l'étang
L'Ondine de l'étang (en allemand : Die Nixe im Teich) est un conte de fées allemand qui figure depuis la 5e édition (1843) des Contes de l'enfance et du foyer des frères Grimm en 181e position dans le recueil.

## Résumé
Un meunier et sa femme voient leur situation matérielle se dégrader. Un jour, le meunier, préoccupé, aperçoit une belle femme s'élevant hors de l'étang du moulin, et reconnaît l'ondine de l'étang. Elle lui parle avec douceur, lui fait raconter ses soucis, et lui promet de le rendre riche et heureux à condition qu'il lui cède ce qui vient de naître chez lui. Le meunier, pensant à un chiot ou un chaton, accepte, mais lorsqu'il retrouve son foyer, il apprend que sa femme vient de donner naissance à un fils : il se désespère de sa promesse inconsidérée.
L'aisance et le bonheur cependant reviennent dans la maison, mais le meunier vit dans l'inquiétude : il interdit à son jeune fils de s'approcher de l'étang. Le garçon grandit, devient chasseur et épouse une belle jeune fille. Mais un jour qu'il est parti chasser, après avoir dépouillé un chevreuil qu'il a abattu, il plonge ses mains dans l'étang pour les laver. L'ondine alors surgit, l'enlace en riant et l'entraîne au fond de l'eau.

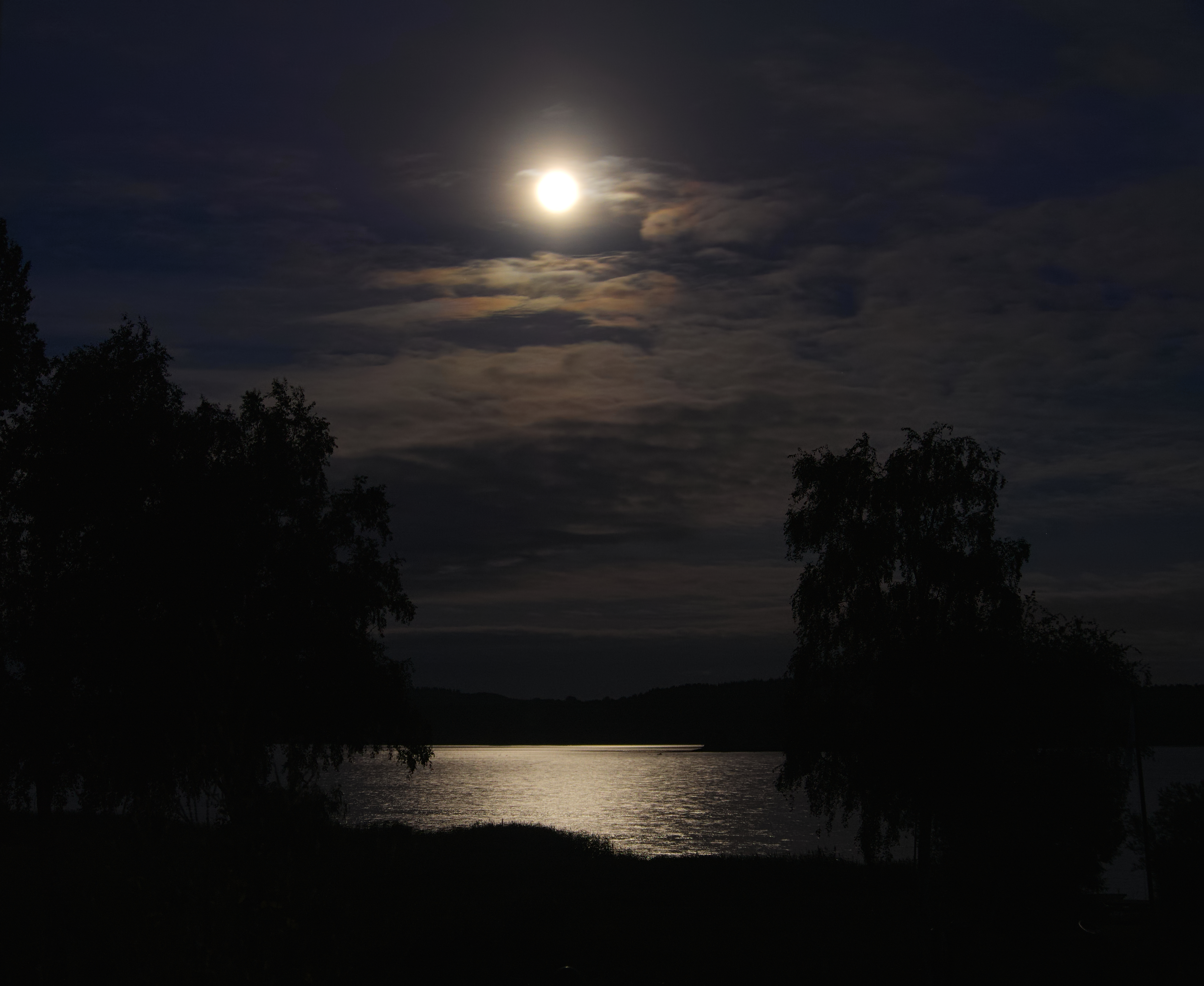
La pleine lune sur l'étang.

La femme du jeune homme, pressentant ce qui s'est passé, se lamente au bord de l'étang ; épuisée, elle finit par s'endormir, et rêve qu'elle rencontre une vieille qui lui fait un signe. À son réveil, elle décide de se mettre à la recherche de cette vieille, et parvient péniblement jusqu'à elle. La vieille lui donne un peigne d'or en lui conseillant de peigner ses cheveux au bord de l'étang à la pleine lune. C'est ce qu'elle fait, et elle aperçoit la tête de son mari qui émerge de l'eau et la regarde tristement, puis disparaît à nouveau, tandis que le peigne est emporté par une vague. La jeune femme retourne auprès de la vieille, qui lui donne successivement une flûte d'or (la flûte est emportée, et le corps du chasseur émerge jusqu'à la taille) puis un rouet d'or : cette fois, le chasseur sort entièrement de l'eau et s'enfuit avec sa femme, tandis que le rouet rejoint les profondeurs. Comme l'étang tout entier se jette alors à leur poursuite, la femme implore l'aide de la vieille, et les voilà tous deux transformés, elle en grenouille, lui en crapaud, séparés et emportés loin l'un de l'autre.
Ils reprennent ensuite forme humaine, mais se retrouvent chacun dans un pays inconnu, où ils doivent garder des moutons pour vivre. Un jour de printemps, alors qu'ils mènent chacun leur troupeau, ils se rencontrent, mais sans se reconnaître, et prennent bientôt l'habitude de se retrouver. Un soir de pleine lune, le berger joue un air de flûte triste, et la bergère se met à pleurer. Elle raconte à son compagnon qu'elle a elle-même joué cet air au bord de l'eau pour voir apparaître la tête de son bien-aimé. Ils se regardent, se reconnaissent enfin, s'embrassent et retrouvent le bonheur.

## Commentaires et analogies
Ce récit, qui rejoint le domaine mythologique des génies des eaux, est directement apparenté au conte-type AT 316, L'Ondine de l'étang du moulin. Il comporte aussi des éléments ressortant des contes-types AT 313 et AT 314 (La Fuite magique). Wilhelm Grimm l'a élaboré à partir d'un conte de Haute Lusace publié par Moriz Haupt en 1841 dans la Zeitschrift für deutsches Altertum (« Revue des antiquités allemandes »), et qu'il a modifié dans l'esprit du romantisme.
Une autre version du même conte, un peu plus fidèle au texte original, mais très proche malgré tout de la version des Grimm, a été publiée par Ludwig Bechstein sous le titre Der Müller und die Nixe (« Le Meunier et l'Ondine » ; voir Bibliographie et Liens externes). Dans d'autres versions « christianisées » du conte, l'ondine est remplacée par le diable. Le motif des trois objets d'or apparaît dans divers contes (voir par exemple Toutes-Fourrures) ; dans certains cas, l'héroïne s'en sert pour acheter trois nuits successives auprès de son bien-aimé (comme dans le conte russe de La Plume de Finist-Clair-Faucon).
Le conte évoque la dernière partie d'un récit de Straparola (Les Nuits facétieuses, III.4 : Histoire de Fortunio et Doralice). Fortunio est capturé en mer par une sirène. Sa jeune épouse, Doralice, qui vient d'enfanter un garçon de lui, part à sa recherche sur une galère en compagnie du bambin. Alors que celui-ci joue avec trois pommes, successivement de cuivre, d'argent et d'or, apparaît la sirène, désireuse de posséder les fruits de métal. La jeune femme les lui accorde et obtient en échange de voir émerger son époux, d'abord jusqu'à la poitrine, puis jusqu'aux genoux, puis complètement. Fortunio, qui avait acquis précédemment le don de se transformer en aigle, s'envole alors et rejoint sa femme et son enfant sur le vaisseau.
Delarue et Tenèze fournissent pour illustrer le conte-type AT 316 (qu'ils intitulent L'Enfant promis à la sirène) le résumé d'un conte de Basse-Bretagne recueilli par François-Marie Luzel, La Sirène et l'Épervier. Ils indiquent que les versions en sont assez peu nombreuses et hétérogènes, fréquemment contaminées par d'autres types, et mentionnent entre autres une version de Cosquin, Les Dons des trois animaux.
Hans-Jörg Uther remarque que ce conte-type se combine fréquemment avec les contes AT 302 (Le Cœur de l'ogre / du Diable dans l'œuf), AT 329 (Caché de la vue de la princesse / du Diable) et AT 665 (L'homme qui volait comme un oiseau et nageait comme un poisson). Il comporte par ailleurs habituellement le motif des animaux reconnaissants pour le partage d'une carcasse (motif B392).
Il existe un autre conte de Grimm, plus bref, intitulé en français L'Ondine (en allemand : Die Wassernixe, KHM 79). Les héros en sont deux jeunes enfants et l'ondine (qui vit au fond d'un puits) y apparaît plus agressive et bien moins séduisante. Ce conte est basé sur le thème de la fuite magique (ATU 313). Les frères Grimm établissent un rapprochement entre le personnage de l'ondine et celui de Dame Holle.